# DeMar DeRozan
DeMar DeRozan (* 7. srpna 1989, Compton, USA) je americký profesionální basketbalista. Od roku 2021 je hráčem Chicago Bulls. Dvakrát reprezentoval Spojené státy, a byl tak členem týmů, které získaly zlato na Mistrovství světa v basketbalu mužů 2014 a na LOH v roce 2016 v Riu de Janeiru.
DeRozan působil v dresu Raptors, kde byl nejlepším střelcem a jednou z největších hvězd týmu. V roce 2018 byl vyměněn za Kawhie Leonarda a následující 3 roky oblékal dres San Antonia Spurs, odkud se v roce 2021 přesunul do týmu Chicaga.